# Inibitori della ricaptazione della noradrenalina
Gli inibitori della ricaptazione della noradrenalina, noti anche con l'acronimo NaRI oppure NRI (dall'inglese noradrenaline reuptake inhibitor), sono una classe di farmaci che elevano i livelli extracellulari del neurotrasmettitore noradrenalina nello spazio sinaptico tramite l'inibizione dell'azione dell'enzima trasportatore della noradrenalina (NET) presinaptico.

## Indicazioni
Trovano principale utilizzo nella psicofarmacologia per il trattamento di diverse patologie, in particolare disturbo da deficit di attenzione/iperattività, narcolessia, obesità e disturbi depressivi. Tra le diverse molecole appaiono molto diverse le percentuali di specificità e selettività recettoriale.

## Farmacologia
I NaRI non hanno virtualmente azioni su altri trasportatori delle monoammine. Tuttavia questo non vuol dire che i NaRI non mostrino assolutamente alcun effetto sui livelli di altre monoamine: recenti studi suggeriscono un fenomeno di tipo modulatorio sugli eterorecettori della corteccia prefrontale mediale, secondo il quale anche per effetto indiretto degli α1 e α2 recettori adrenergici migliorerebbero la liberazione sinaptica nella sinapsi; questo fenomeno sembra essere la causa di un certo effetto di potenziamento di alcuni NaRI (atomoxetina e reboxetina) sui sintomi della schizofrenia. Questo effetto è presente sulla corteccia prefrontale e non nello striato al contrario dei farmaci stimolanti.

## Elenco di NaRI
- Composti selettivi (efficaci solo su noradrenalina)
  - Atomoxetina (Strattera)
  - Reboxetina (Davedax, Edronax)
  - Viloxazina (Vivalan)
  - Mazindolo (Mazanor, Sanorex)

- Composti non selettivi (efficaci anche su serotonina o dopamina)
  - Duloxetina (Cymbalta, Xeristar)
  - Venlafaxina (Efexor, Faxine, Zarelis)
  - Bupropione (Elontril, Wellbutrin, Zyban)
  - Metilfenidato (Ritalin, Concerta)